# 대한민국의 국가하천 목록
다음은 하천법에 따른 대한민국의 국가하천(國家河川) 목록이다(2020년 1월 1일 기준).
대한민국의 국가하천은 보통 '4대강 살리기' 등에서 일컬어지는 4대강인 금강, 낙동강, 영산강, 한강에 섬진강이 더해져 있다. 국가하천은 2025년 1월 1일 기준 총 89곳이다.

## 한강권역
| 권역 | 수계       | 명칭     | 기점                                             | 종점                         | 하천연장 (km) | 유로연장 (km2) | 비고     |
| ---- | ---------- | -------- | ------------------------------------------------ | ---------------------------- | ------------- | -------------- | -------- |
| 한강 | 한강       | 한강     | 강원특별자치도 정선군 여량면                     | 경기도 김포시 월곶면         | 402.36        | 5,281.44       | 본류     |
| 한강 | 한강       | 달천     | 충청북도 청주시 상당구 미원면                    | 충청북도 충주시 칠금동       | 80.2          | 713            | 제1지류  |
| 한강 | 한강       | 평창강   | 강원특별자치도 평창군 대화면                     | 강원특별자치도 영월군 영월읍 | 96            | 1,744          |          |
| 한강 | 한강       | 원주천   | 강원특별자치도 원주시 판부면                     | 강원특별자치도 원주시 호저면 | 20.95         | 153            | 제2지류  |
| 한강 | 한강       | 섬강     | 강원특별자치도 횡성군 횡성읍                     | 강원특별자치도 원주시 부론면 | 55.41         | 100.56         | 제1지류  |
| 한강 | 한강       | 청미천   | 경기도 이천시 장호원읍                           | 경기도 여주시 점동면         | 24.64         | 60.69          | 제1지류  |
| 한강 | 한강       | 복하천   | 경기도 이천시 호법면                             | 경기도 여주시 흥천면         | 19.8          | 39.84          | 제1지류  |
| 한강 | 한강       | 북한강   | 강원특별자치도 화천군 화천읍                     | 경기도 양평군 양서면         | 158.82        | 482.98         | 제1지류  |
| 한강 | 한강       | 홍천강   | 강원특별자치도 홍천군 두촌면                     | 강원특별자치도 홍천군 서면   | 95            | 1,566          | 제1지류  |
| 한강 | 한강       | 양구서천 | 강원특별자치도 양구군 양구읍                     | 강원특별자치도 양구군 양구읍 | 14.75         | 43.63          | 제2지류  |
| 한강 | 한강       | 소양강   | 강원특별자치도 인제군 인제읍                     | 강원특별자치도 춘천시 근화동 | 77.3          | 156.8          | 제2지류  |
| 한강 | 한강       | 경안천   | 경기도 광주시 매산동                             | 경기도 광주시 남종면         | 22.5          | 48.27          | 제1지류  |
| 한강 | 한강       | 중랑천   | 경기도 의정부시 장암동                           | 서울특별시 성동구 금호동     | 20.47         | 34.8           | 제1지류  |
| 한강 | 한강       | 목감천   | 경기도 시흥시 논곡동                             | 서울특별시 구로구 개봉동     | 15.50         | 57.16          | 제2지류  |
| 한강 | 한강       | 안양천   | 경기도 안양시 만안구 안양동                      | 서울특별시 영등포구 양평동   | 20.7          | 32.21          | 제1지류  |
| 한강 | 한강       | 굴포천   | 인천광역시 부평구 갈산동                         | 경기도 김포시 고촌읍         | 15.31         | 131.75         | 제1지류  |
| 한강 | 한강       | 공릉천   | 경기도 파주시 조리읍 경기도 고양시 덕양구 내유동 | 경기도 파주시 교하동         | 16.05         | 45.7           | 제1지류  |
| 한강 | 한강       | 신천     | 경기도 양주시 남면                               | 경기도 연천군 청산면         | 39.51         | 344.10         | 지방하천 |
| 한강 | 한강       | 임진강   | 경기도 연천군 왕징면                             | 경기도 파주시 탄현면         | 91.1          | 273.5          | 제1지류  |
| 한강 | 한강       | 문산천   | 경기도 파주시 파주읍                             | 경기도 파주시 문산읍         | 11.6          | 29.06          | 제2지류  |
| 한강 | 안성천     | 안성천   | 경기도 안성시 공도읍                             | 경기도 평택시 현덕면         | 37.34         | 59.51          | 본류     |
| 한강 | 안성천     | 진위천   | 경기도 평택시 서탄면                             | 경기도 평택시 오성면, 고덕면 | 18            | 50             | 제1지류  |
| 한강 | 안성천     | 오산천   | 경기도 용인시 기흥구 기흥동                      | 경기도 평택시 서탄면         | 15            | 29.5           | 제2지류  |
| 한강 | 안성천     | 황구지천 | 경기도 수원시 권선구 대황교동                    | 경기도 평택시 서탄면         | 16.3          | 32.5           | 제2지류  |
| 한강 | 한강서해권 | 아라천   | 서울특별시 강서구 개화동                         | 인천광역시 서구 오류동       | 18.80         | 35.3           | 본류     |

## 낙동강권역
| 권역   | 수계          | 명칭     | 기점                          | 종점                             | 하천연장 (km) | 유로연장 (km2) | 비고    |
| ------ | ------------- | -------- | ----------------------------- | -------------------------------- | ------------- | -------------- | ------- |
| 낙동강 | 낙동강        | 낙동강   | 경상북도 안동시 도산면        | 부산광역시 강서구 명지동         | 382.97        | 510.36         | 본류    |
| 낙동강 | 낙동강        | 반변천   | 경상북도 청송군 파천면        | 경상북도 안동시 용상동           | 33.7          | 109.4          | 제1지류 |
| 낙동강 | 낙동강        | 내성천   | 경상북도 예천군 호명면        | 경상북도 예천군 용궁면           | 27            | 108.2          | 제1지류 |
| 낙동강 | 낙동강        | 감천     | 경상북도 김천시 조마면 구성리 | 경상북도 구미시 선산읍           | 39            | 69             | 제1지류 |
| 낙동강 | 낙동강        | 금호강   | 경상북도 영천시 완산동        | 대구광역시 달성군 다사면         | 69.3          | 116            | 제1지류 |
| 낙동강 | 낙동강        | 황강     | 경상남도 거창군 거창읍        | 경상남도 합천군 청덕면           | 83.52         | 111            | 제1지류 |
| 낙동강 | 낙동강        | 남강     | 경상남도 함양군 유림면        | 경상남도 함안군 대산면           | 144.59        | 189.83         | 제1지류 |
| 낙동강 | 낙동강        | 덕천강   | 경상남도 사천시 곤명면        | 경상남도 사천시 곤명면           | 4.2           | 46.72          | 제2지류 |
| 낙동강 | 낙동강        | 함안천   | 경상남도 함안군 함안면        | 경상남도 함안군 법수면           | 9.6           | 22             | 제2지류 |
| 낙동강 | 낙동강        | 밀양강   | 경상남도 밀양시 상동면        | 경상남도 밀양시 삼랑진읍         | 31.5          | 101.5          | 제1지류 |
| 낙동강 | 낙동강        | 양산천   | 경상남도 양산시 상북면        | 경상남도 양산시 동면             | 10.05         | 32.3           | 제1지류 |
| 낙동강 | 낙동강 남해권 | 가화천   | 경상남도 진주시 나동          | 경상남도 사천시 축동면           | 10.38         | 12.52          | 본류    |
| 낙동강 | 서낙동강      | 서낙동강 | 부산광역시 강서구 대저1동     | 부산광역시 강서구 녹산동, 명지동 | 18.55         | 26.4           | 본류    |
| 낙동강 | 서낙동강      | 평강천   | 부산광역시 강서구 대저1동     | 부산광역시 강서구 명지동         | 12.54         | 15.4           | 제1지류 |
| 낙동강 | 서낙동강      | 맥도강   | 부산광역시 강서구 대저2동     | 부산광역시 강서구 강동동         | 7.84          | 11.6           | 제2지류 |
| 낙동강 | 태화강        | 태화강   | 울산광역시 울주군 상북면      | 울산광역시 남구 매암동           | 41.01         | 46.02          | 본류    |
| 낙동강 | 형산강        | 형산강   | 경상북도 경주시 율동          | 경상북도 포항시 남구 송정동      | 36            | 61.95          | 본류    |
| 낙동강 | 수영강        | 수영강   | 부산광역시 금정구 회동동      | 부산광역시 수영구 민락동         | 28.68         | 200.06         | 본류    |

## 금강권역
| 권역 | 수계   | 명칭   | 기점                                | 종점                                   | 하천연장 (km) | 유로연장 (km2) | 비고    |
| ---- | ------ | ------ | ----------------------------------- | -------------------------------------- | ------------- | -------------- | ------- |
| 금강 | 금강   | 금강   | 전북특별자치도 진안군 진안읍        | 충청남도 서천군 마서면                 | 360.7         | 397.79         | 본류    |
| 금강 | 금강   | 갑천   | 대전광역시 서구 용촌동              | 대전광역시 유성구 봉산동               | 33.53         | 73.7           | 제1지류 |
| 금강 | 금강   | 대전천 | 대전광역시 중구 옥계동              | 대전광역시 대덕구 오정동               | 26.29         | 89.31          | 제3지류 |
| 금강 | 금강   | 유등천 | 대전광역시 중구 침산동              | 대전광역시 서구 삼천동                 | 15.53         | 44.4           | 제2지류 |
| 금강 | 금강   | 미호강 | 충청북도 진천군 이월면              | 세종특별자치시 금남면                  | 39.13         | 89.2           | 제1지류 |
| 금강 | 금강   | 논산천 | 충청남도 논산시 양촌면              | 충청남도 논산시 강경읍                 | 21.45         | 57.1           | 제1지류 |
| 금강 | 금강   | 노성천 | 충청남도 논산시 부적면              | 충청남도 논산시 대교동                 | 4.75          | 27.72          | 제2지류 |
| 금강 | 금강   | 강경천 | 전북특별자치도 익산시 망성면        | 충청남도 논산시 강경읍                 | 6.41          | 27.31          | 제2지류 |
| 금강 | 동진강 | 동진강 | 전북특별자치도 정읍시 정우면        | 전북특별자치도 부안군 동진면           | 19.2          | 51.03          | 본류    |
| 금강 | 동진강 | 정읍천 | 전북특별자치도 정읍시 내장동        | 전북특별자치도 정읍시 이평면           | 18.2          | 33             | 제1지류 |
| 금강 | 동진강 | 고부천 | 전북특별자치도 정읍시 고부면        | 전북특별자치도 부안군 동진면           | 16.2          | 37             | 제1지류 |
| 금강 | 동진강 | 원평천 | 전북특별자치도 김제시 봉남면        | 전북특별자치도 김제시 죽산면           | 16.2          | 30             | 제1지류 |
| 금강 | 만경강 | 만경강 | 전북특별자치도 완주군 고산면        | 전북특별자치도 김제시 진봉면           | 54            | 80.86          | 본류    |
| 금강 | 만경강 | 소양천 | 전북특별자치도 완주군 용진읍        | 전북특별자치도 전주시 덕진구 전미동1가 | 7             | 22.77          | 제1지류 |
| 금강 | 만경강 | 전주천 | 전북특별자치도 전주시 완산구 삼천동 | 전북특별자치도 전주시 덕진구 고랑동    | 7             | 37             | 제1지류 |
| 금강 | 삽교천 | 삽교천 | 충청남도 예산군 삽교읍              | 충청남도 아산시 인주면                 | 31.9          | 58.6           | 본류    |
| 금강 | 삽교천 | 무한천 | 충청남도 예산군 예산읍              | 충청남도 예산군 신암면                 | 12.73         | 53.9           | 제1지류 |
| 금강 | 삽교천 | 곡교천 | 충청남도 천안시 광덕면              | 충청남도 아산시 인주면                 | 18.39         | 49.18          | 제1지류 |

## 영산강권역
| 권역   | 수계   | 명칭     | 기점                     | 종점                     | 하천연장 (km) | 유로연장 km2) | 비고    |
| ------ | ------ | -------- | ------------------------ | ------------------------ | ------------- | ------------- | ------- |
| 영산강 | 영산강 | 영산강   | 전라남도 담양군 담양읍   | 전라남도 영암군 삼호읍   | 111.68        | 129.5         | 본류    |
| 영산강 | 영산강 | 황룡강   | 광주광역시 광산구 삼도동 | 광주광역시 광산구 유계동 | 9.41          | 58.6          | 제1지류 |
| 영산강 | 영산강 | 지석천   | 전라남도 화순군 이양면   | 전라남도 나주시 금천면   | 34            | 53            | 제1지류 |
| 영산강 | 영산강 | 고막원천 | 전라남도 함평군 나산면   | 전라남도 함평군 학교면   | 22.33         | 37.27         | 제1지류 |
| 영산강 | 영산강 | 함평천   | 전라남도 함평군 대동면   | 전라남도 함평군 엄다면   | 13.91         | 28.8          | 제1지류 |
| 영산강 | 탐진강 | 탐진강   | 전라남도 장흥군 유치면   | 전라남도 강진군 군동면   | 34.52         | 55.07         | 본류    |

## 섬진강권역
| 권역   | 수계   | 명칭   | 기점                         | 종점                         | 하천연장 (km) | 유로연장 (km2) | 비고    |
| ------ | ------ | ------ | ---------------------------- | ---------------------------- | ------------- | -------------- | ------- |
| 섬진강 | 섬진강 | 섬진강 | 전북특별자치도 임실군 신평면 | 경상남도 하동군 금남면       | 173.3         | 223.86         | 본류    |
| 섬진강 | 섬진강 | 요천   | 전북특별자치도 남원시 월락동 | 전북특별자치도 남원시 송동면 | 17.9          | 60.0           | 제1지류 |
| 섬진강 | 섬진강 | 보성강 | 전라남도 보성군 문덕면       | 전라남도 곡성군 오곡면       | 46.8          | 120.3          | 제1지류 |